# マティアス・ゲルネ
マティアス・ゲルネ (ドイツ語: Matthias Goerne, 1967年〈昭和42年〉3月31日 - ) は、ドイツの歌曲、コンサート、オペラ歌手（バリトン）。

## 経歴
ヴァイマルで生まれた。父は劇作家で後にドレスデンの芸術監督となるディーター・ゲルネであり、音楽的環境に育った。最初の楽器はチェロだったが、すぐに歌に転向した。9歳のとき、プロの歌手になろうと決意。カルメンやラ・ボエームなど父親の演劇作品の児童合唱団で歌った。フェリックス・メンデルスゾーン・バルトルディ音楽演劇大学ライプツィヒでハンス・ヨアヒム・バイエルに師事した。1989年にロベルト・シューマンコンクールで第2位、ソロモン＝リンドバーグコンクールとフーゴ・ヴォルフコンクールで1位を受賞。審査員長の作曲家・ピアニストのアリベルト・ライマンから、ゲルネはディートリヒ・フィッシャー＝ディースカウを紹介され、彼は自分のアイドルであり、自分が知る限り最高の芸術家だと考えた。彼はフィッシャー＝ディースカウから3年間歌のレッスンを受けることになった。 次に、エリーザベト・シュヴァルツコップに2年半から3年間師事した。
ゲルネはシューベルト、ブラームスからアルバン・ベルク、ハンス・アイスラーまで、ドイツ芸術歌曲の大使として、最高の評価を得ている。また、カール・アマデウス・ハルトマン、ハンス・ヴェルナー・ヘンツェからオーストリアの現代作曲家トーマス・ラーシャーまで、新・現代音楽の重要作品の初演と再発見に力を注いでいる。ゲルネはシカゴ・トリビューン紙から「ドイツ芸術歌曲の今日の主要な解釈者」、ボストン・グローブ紙から「現在演奏中の最も偉大な歌手の一人」と紹介されているなど、国際的に第一級のリート歌手との呼び声高く、有名な音楽祭やロンドンのウィグモア・ホール、ニューヨークのカーネギー・ホールなど世界の主要なコンサートホールの常連となっている。
著名なオーケストラとの共演も多い（中でも ベルリン・フィルハーモニー管弦楽団、ウィーン・フィルハーモニー管弦楽団、アムステルダム・コンセルトヘボウ管弦楽団、ライプツィヒ・ゲヴァントハウス管弦楽団、フィルハーモニア管弦楽団、ロンドン・フィルハーモニー管弦楽団、ロサンゼルス・フィルハーモニー管弦楽団、ニューヨーク・フィルハーモニー管弦楽団、フィラデルフィア管弦楽団、ボストン交響楽団、サンフランシスコ交響楽団）。また、著名な指揮者たち（クラウディオ・アバド、リッカルド・シャイー、クリストフ・エッシェンバッハ、クリストフ・フォン・ドホナーニ、ベルナルト・ハイティンク、ニコラウス・アーノンクール、ジェームズ・レヴァイン、ロリン・マゼール、インゴ・メッツマッハー、小澤征爾、エサ＝ペッカ・サローネン、レナード・スラットキン）と共演している。
1997年（平成9年）にザルツブルク音楽祭でオペラデビューして以来、ウィーン国立歌劇場、バイエルン国立歌劇場、ロンドンのコヴェント・ガーデン王立歌劇場、パリ国立オペラ、マドリード・テアトロ・レアル、チューリッヒ歌劇場、ドレスデン・ゼンパー・オーパー、ニューヨークのメトロポリタン歌劇場、ミラノ・スカラ座など、世界の偉大なオペラステージに出演している。役柄はモーツァルト『魔笛』のパパゲーノ、ワーグナー『タンホイザー』のヴォルフラム、『ニーベルングの指環』のヴォータン、『パルジファル』アムフォルタス、『トリスタンとイゾルデ』マルケ王、リヒャルト・シュトラウス『エレクトラ』オレスト、『影のない女』バラク、バルトーク『青ひげ公の城』、ヒンデミット『画家マティス』、アルバン・ベルク『ヴォツェック』のタイトル・ロール、アリベルト・ライマン『リア』など多岐にわたる。
2001年（平成13年）から2004年（平成16年）まで、ロベルト・シューマン大学デュッセルドルフでリート歌唱の名誉教授として教鞭をとった。
ゲルネはデッカ／ユニバーサルと専属契約している。アルフレート・ブレンデルとの共演によるシューベルトの『冬の旅』をはじめ、数多くのCD録音が彼の芸術を記録している。2008年から2010年にかけて、ゲルネはハルモニア・ムンディ・レーベルのために、クリストフ・エッシェンバッハやレイフ・オヴェ・アンスネスといった有名なパートナーをピアノに迎えた、12枚のシューベルト歌曲のCDシリーズ（ゲルネ・シューベルト＝エディション）を録音した。ハイペリオン・レコードのためのシューベルト歌曲の録音ではグレアム・ジョンソンと共同作業をしている。近年はドイツ・グラモフォン・レーベルからヤン・リシエッキとのベートーヴェン歌曲集（2020年）、ピアニストのチョ・ソンジンとのプフィッツナー、シュトラウス、ワーグナーの歌曲集（2021年）を発表した。

## 栄典（主なもの）
- ロンドン王立音楽アカデミー名誉会員[8]
- ドイツレコード批評家賞[5]
- ICMA賞2014[5]
- ディアパゾンドール[5]
- グラモフォン賞[5]
- BBCミュージックマガジン賞[5]
- ECHO "Singer of the Year" 2017[5]
- ヴァイマル芸術祭のアンバサダー[5]